# Myra Hess

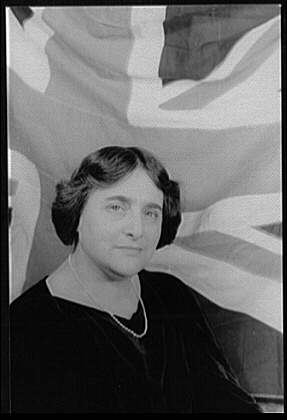
Myra Hess, fotografiert von Carl van Vechten, 6. April 1937

Dame Julia Myra Hess, DBE, (* 25. Februar 1890 in London; † 25. November 1965 ebenda) war eine britische Pianistin.

## Leben
Julia Myra Hess wurde am 25. Februar 1890 in London als jüngstes von vier Kindern von Lizzie Hess, geborene Jacobs, und Frederick Solomon Hess, dem Sohn eines jüdischen Einwanderers aus dem Elsass, geboren. Sie erfuhr eine strenge Erziehung im Sinne des orthodoxen Judentums. Im Folgenden emanzipierte sie sich von den konservativen Vorstellungen ihrer Eltern, die ihren Wünschen einer Musikerkarriere im Weg standen. Es lässt sich eine Annäherung an das Christentum belegen, auch wenn Myra Hess aus Solidarität zu ihrem jüdischen Umfeld nie zum Christentum konvertierte.
Schon im Alter von fünf Jahren nahm sie ersten Klavier- und Cellounterricht, wobei sie sich zunehmend auf ersteren konzentrierte. Mit sieben Jahren begann sie, am Trinity College of Music Unterricht zu nehmen und erhielt als zu diesem Zeitpunkt jüngste Schülerin das Trinity College Certificate. Im Folgenden studierte sie an der Guildhall School of Music and Drama Musiktheorie und Klavier bei den Komponisten Julia Pascal und Orlando Morgan, die ihr später einige ihrer Werke widmeten. Während ihres Studiums lernte sie die Pianistin Irene Scharrer kennen, mit der sie ein Klavierduo gründete.
Mit zwölf Jahren wechselte sie mit Hilfe des Ada Lewish scholarship zur Royal Academy of Music, an der sie von Tobias Matthay unterrichtet wurde.
Konzertreisen führten sie durch Großbritannien, Deutschland, Österreich, Frankreich, Holland und Nordamerika (auf ihrer Tournee nach dem Zweiten Weltkrieg begleitet von Arturo Toscanini), wo sie mit ihren Interpretationen, besonders von Ludwig van Beethoven, Wolfgang Amadeus Mozart, Robert Schumann, Johann Sebastian Bach, Johannes Brahms und Domenico Scarlatti, Erfolge feierte.
Durch die Organisation von Konzerten während des Zweiten Weltkrieges in der National Gallery (London) zur Mittagszeit wurde die Patriotin Myra Hess Teil des kulturellen Widerstandes gegen den Nationalsozialismus. Das erste Konzert fand am 10. Oktober 1939 statt, das letzte, 1.698. Konzert am 10. April 1946. 1941 wurde sie mit dem Titel Dame geehrt. 1942 erhielt sie die Goldmedaille (Gold Medal) der Royal Philharmonic Society.
Aufgrund ihres schlechten Gesundheitszustandes musste Myra Hess ihre Konzerttätigkeit in den 60er Jahren aufgeben. Sie starb am 25. November 1965 in London.

## Ehrungen
Myra Hess wurde 1936 zum Commander of the British Empire und fünf Jahre später, im Jahr 1941, zur Dame of the British Empire ernannt.